# Осорио Мартинес
Осорио Мартинес (исп. Osorio Martínez; до 1108 — март 1160) — леонский магнат в правление короля Леона, Кастилии и Галисии Альфонсо VII. Он служил Альфонсу VII в военном отношении на протяжении всей своей долгой карьеры, пик которой пришелся на 1138—1141 годы. Помимо документальных источников, которые иногда несколько скудны после его лишения королевской милости, он упоминается в двух эпизодах в Хронике Альфонсо Императора. Он поддерживал Фердинанда II, короля Леона, после смерти Альфонсо VII (1157 г.), но погиб в кастильской гражданской войне в 1160 году.

## Ранняя военная карьера (1124—1138)
Осорио был вторым сыном Мартина Флаинеса (умер в мае 1108) из семьи Флаинес и Санчи Фернандес. В 1124 году Осорио получил тененсию Мельгар-де-Абахо. В 1126 году он вместе с другими дворянами леонской провинции принес присягу на верность новому королю Альфонсо VII в столице Леоне. Через пять лет (1129 г.) он получил Мальграт. В следующем году (1130) он получил тененсии Риба-Сетера и Вильямайор, а позже и Рибера-де-Арриба, но их он потерял между 1135 и 1137 годами. Уже в 1131 году он правил Майоргой, а к 1135 году — и Лиебаной. В 1130 году он и его старший брат Родриго были отправлены, чтобы осадить мятежника Педро Диаса в месте под названием Валье. Хроника Адефонси описывает кампанию:

Король Леона приказал графу Родриго Мартинесу и его брату Осорио отправиться в Леон. Они должны были атаковать Педро Диаса, восставшего в Валье. Диас имел с собой большое количество рыцарей и солдат. Родриго и Осорио прибыли туда и окружили замок. Те, кто находился внутри, продолжали выкрикивать оскорбления в адрес Родриго и его брата, потому что они не могли успешно контратаковать их. Когда об этом доложили Альфонсо VII, он поспешил в город Валье. Он приказал построить вокруг замка маски и множество других боевых машин. Войска короля начали бросать камни и стрелы в тех, кто был внутри. Впоследствии стены замка были полностью разрушены.

## Взлет и падение
В июле 1138 года Родриго Мартинес умер при осаде Кориа, и король немедленно назначил Осорио графом на его место и предоставил ему права владения Леоном, Агиларом, Кампосом, и, возможно, Саморой. Осорио и бывшие вассалы его брата перенесли тело Родриго в город Леон для захоронения в фамильном мавзолее рядом с его родителями. Там его похоронили в церкви рядом с собором Санта-Мария, возможно, в монастыре Сан-Педро-де-лос-Уэртос, который его родители получили по королевскому гранту от Урраки, королевы Саморы, и Эльвиры, королевы Торо, в 1099 году, . Осорио владел многочисленными имущественными интересами в городе Леон. Преемственность Осорио его старшему брату и захоронение Родриго записаны в Chronica Adefonsi:

Альфонсо собрал всех своих советников и в их присутствии назначил Осорио, брата Родриго, консулом вместо себя. . . . Граф Осорио, новый консул, отвез тело своего брата в Леон. Его сопровождали его собственные военные силы и силы его брата. Траур по поводу смерти Родриго Мартинеса усилился в каждом городе. В Леоне его с почестями похоронили в могиле отца возле базилики Святой Марии. Гробница находится совсем рядом с епископским престолом.

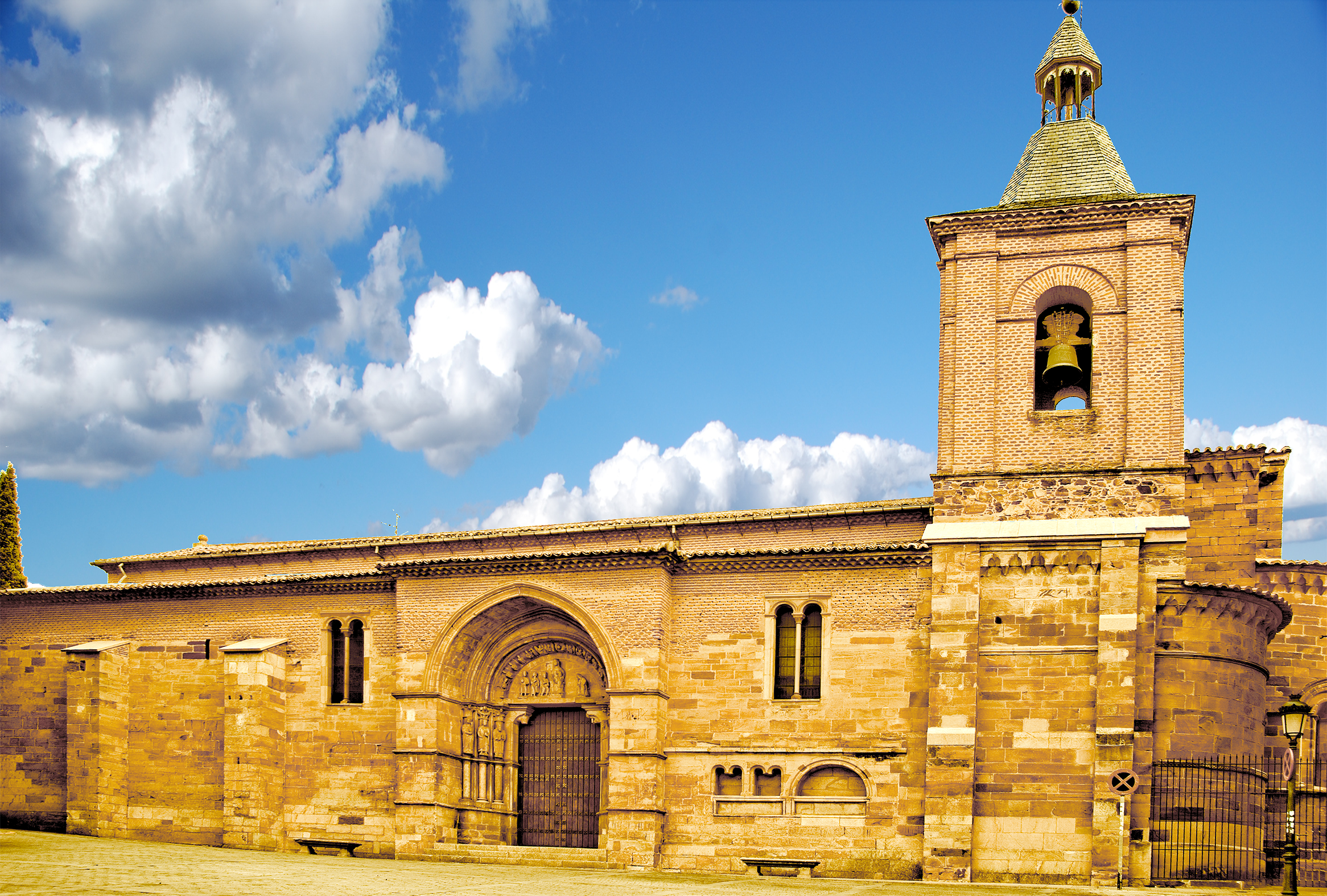
Церковь Сан-Хуан-дель-Меркадо в Бенавенте, которую построила Альдонса Осорио.

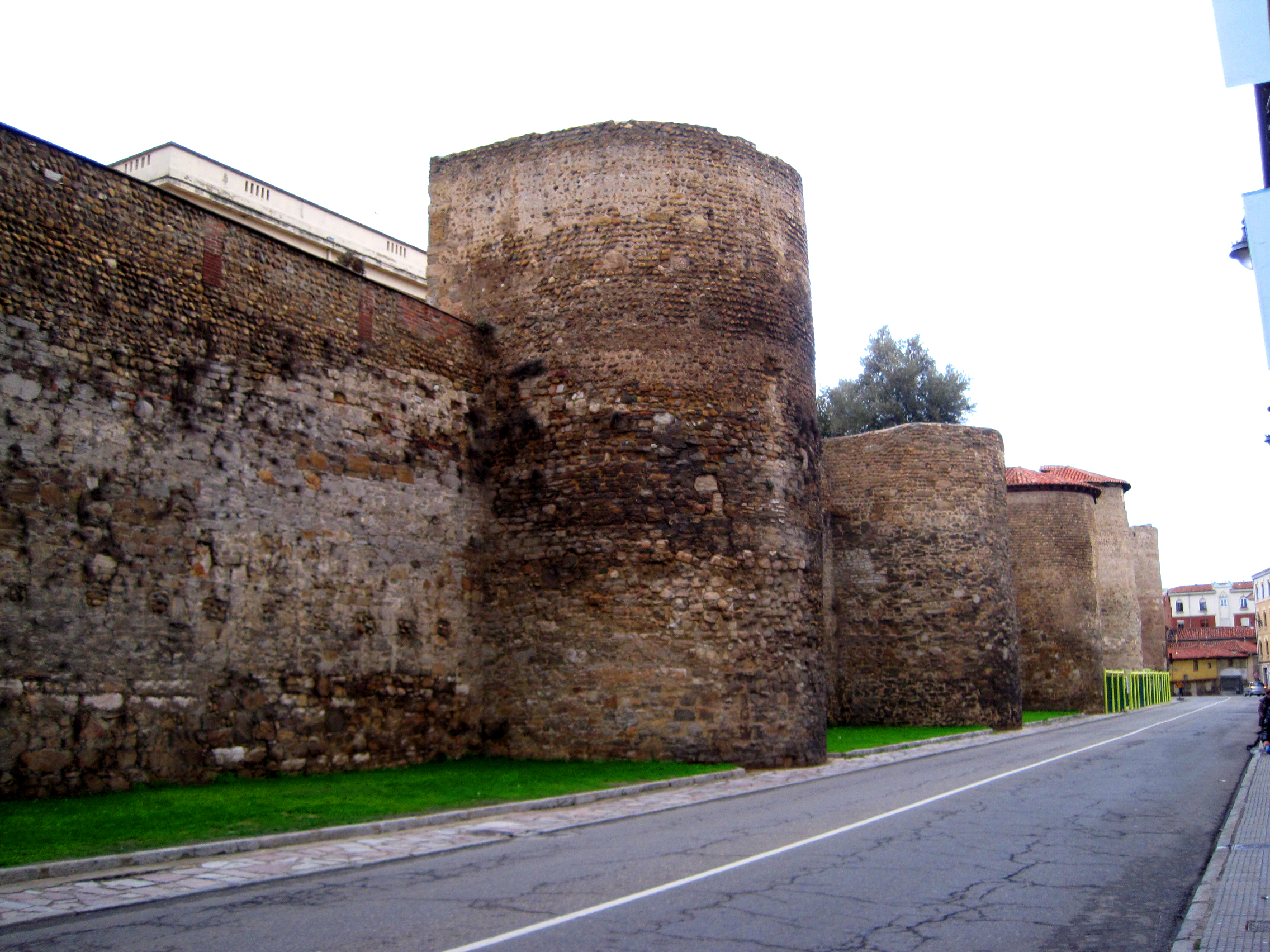
Стена города Леона, которым правил граф Осорио Мартинес.

До 28 января 1141 года Осорио Мартинес женился на Терезе, дочери Фернандо Фернандеса де Карриона, и Эльвиры, внебрачной дочери короля Леона и Кастилии Альфонсо VI Храброго. Она родила ему пять дочерей и трех сыновей:
- Гонсало Осорио (умер около 1180), от него произошли роды Осорио и Вильялобос
- Фернандо Осорио, по словам Салазар-и-Ача, умер молодым до 1170 года. Маргарита Торрес говорит, что он был на службе у короля Леона Альфонсо IX и что в 1199 году он владел Лемосом.
- Родриго Осорио, умерший до 1 февраля 1141 года.
- Констанция Осорио (ум. после 1180 г.), первая жена Фернандо Родригеса де Кастро Кастельяно. Ее отверг муж, убивший ее отца графа Осорио в битве при Лобрегале. Она вышла замуж во второй раз в феврале 1165 года на Педро Ариасе, и они были родителями Родриго Переса де Вильялобоса и Эстефании Перес.
- Эльвира Осорио, заключила первый брак с галисийским магнатом Нуньо Фернандесом, от которого у нее было двое детей: Нуньо и Уррака Нуньес. Позже она вышла замуж за Гутьерре Родригеса де Кастро, сына Родриго Фернандес де Кастро эль-Кальво
- Санча Осорио
- Альдонса Осорио (умерла 2 января 1181)
- Химена Осорио (ум. около 1201 г.), вторая жена Родриго Гутьерреса Хирона (+ 1193), от брака с которым у неё е было детей.
- Тереза Осорио.

С января 1139 года по лето 1141 года Осорио Мартинес регулярно бывал при королевском дворе. 22 февраля 1140 года он был в Каррион-де-лос-Кондес, чтобы засвидетельствовать договор между Альфонсо VII и Раймондом Беренгаром IV, графом Барселоны. Но летом 1141 года он впал в немилость, и его tenencias были конфискованы (Мельгар, Мальграт, Майорга, Лиебана, Леон, Агилар, Кампос, Самора). Среди немногих тененсий, с которыми он остался, были Пеньяфьель (1146 г.), Вильяфречос (1147—1159 гг.), Вильялобос (1147-59 гг.), Бесилья-де-Вальдерадуэй (1151-57 гг.), Котанес (1155 г.) и Аралес (1157 г.). После июня 1142 года Осорио Мартинес редко посещал королевский двор. В мае 1146 года он посетил двор короля Афонсу I Португальского, возможно, в изгнании.

## Поздняя жизнь (1147—1160)
К 1147 году Осорио Мартинес снова оказался в фаворе. Он пожаловал фуэрос деревням Бенафарсес и Вильялонсо с одобрения короля. Деревни, в свою очередь, должны были вносить ежегодную плату в виде половцы, десять буханок хлеба, немного ячменя и немного сусла. Позднее в том же году он сопровождал короля Альфонсо VII в военных экспедициях в Калатраву и Альмерию. 22 октября 1148 года он пожаловал деревню Мансилья-Майор Хуану Хулианесу и его жене Сол в знак признания их верной службы ему. В том же году Осорио и его жена сделали пожертвование монастырю Градефес и получили взамен борзую.
В 1159 году Осорио и Тереза пожаловали треть десятин церквей Вильялонсо, Бенафарсеса, Карбахоса, Гралларехоса и Посоантигуо, которыми они претендовали на владение по наследственному праву собору Саморы. Они также покровительствовали бенедиктинским монастырям в Агиларе (1141 г.) и Саагуне (1123 г.) и Монастерио-де-Вега, который принадлежал Ордену Фонтевро (1147 г.).
Осорио Мартинес погиб от рук своего зятя Фернандо Родригеса де Кастро, мужа его дочери Констансы, в битве при Лобрегале в марте 1160 года, сражаясь на стороне дома Лара в гражданской войне за контроль над регентство молодого Альфонсо VIII. Тереза, вдова Осорио Мартинеса продолжала править Вильялобосом, по крайней мере, до 3 ноября 1167 года. Она также передала имущество Ордену госпитальеров в 1161 и 1163 годах.